# Công nghệ mới nổi
Công nghệ mới nổi (để phân biệt với công nghệ thông thường) là một lĩnh vực của công nghệ nhằm phân biệt rõ ràng về sự phát triển so với công nghệ thông thường. Ví dụ các công nghệ mới nổi hiện nay bao gồm công nghệ giáo dục, công nghệ thông tin, công nghệ sinh học, công nghệ vật liệu mới, công nghệ tự động hóa và trí tuệ nhân tạo.
Lĩnh vực công nghệ mới này có thể là kết quả của sự hội tụ công nghệ của các hệ thống khác nhau phát triển hướng tới mục tiêu tương tự. Hội tụ công nghệ mang đến trước đó riêng biệt như giọng nói (và các tính năng điện thoại), dữ liệu (và ứng dụng sản xuất) và video với nhau để họ chia sẻ các nguồn lực và tương tác với nhau, tạo ra hiệu quả mới.
Các công nghệ đang nổi lên là những cải tiến kỹ thuật trong đó đại diện cho sự phát triển tiến bộ trong một lĩnh vực cho lợi thế cạnh tranh; công nghệ hội tụ đại diện cho các lĩnh vực riêng biệt mà trước đây là một số cách di chuyển theo hướng liên kết nối mạnh mẽ và mục tiêu tương tự. Tuy nhiên, các ý kiến về mức độ tác động, tình trạng và khả năng kinh tế của một số công nghệ mới nổi và đang hội tụ khác nhau.

## Lịch sử công nghệ mới nổi
Trong bài Lịch sử công nghệ, công nghệ mới nổi  có những tiến bộ hiện đại và đổi mới trong các lĩnh vực khác nhau của Công nghệ
Nhiều thế kỷ qua, các phương pháp và công nghệ mới được phát triển và mở lên. Một số công nghệ là do nghiên cứu lý thuyết, và những người khác từ thương mại nghiên cứu và phát triển.
Phát triển công nghệ bao gồm sự phát triển gia tăng và công nghệ đột phá. Một ví dụ của các cựu là dần dần roll-ra của DVD (đĩa video kỹ thuật số) là một phát triển nhằm đi theo tư công nghệ quang học trước đĩa compact. Ngược lại, công nghệ đột phá là những nơi một phương pháp mới thay thế các công nghệ trước đó và làm cho nó không cần thiết, ví dụ, việc thay thế xe ngựa bằng xe ô tô.

## Ví dụ

### Trí tuệ nhân tạo
Trí tuệ nhân tạo (AI) là trí thông minh trưng bày bằng máy hoặc bằng phần mềm, và các chi nhánh của khoa học máy tính đó phát triển các máy móc và phần mềm với trí thông minh của con người như thế nào. Các nhà nghiên cứu AI lớn và sách giáo khoa xác định các lĩnh vực như "việc nghiên cứu và thiết kế của các đại lý thông minh", nơi một đại lý thông minh là một hệ thống nhận thức môi trường của nó và sẽ hành động nhằm tối đa hóa cơ hội thành công. John McCarthy, người đã đặt ra thuật ngữ trong năm 1955, định nghĩa nó như là "khoa học và kỹ thuật của máy làm thông minh".
Các vấn đề trung tâm (hay mục tiêu) của nghiên cứu AI bao gồm lý luận, kiến thức, quy hoạch, học tập, xử lý ngôn ngữ tự nhiên (truyền thông), nhận thức và khả năng di chuyển và thao tác các đối tượng. Trí thông minh nói chung (hay " mạnh mẽ AI ") vẫn là một trong những mục tiêu dài hạn của lĩnh vực này. Hiện nay phương pháp phổ biến bao gồm học sâu, phương pháp thống kê, thông minh tính toán và truyền thống biểu tượng AI. Có một số lượng lớn các công cụ được sử dụng trong AI, bao gồm cả các phiên bản của tìm kiếm và tối ưu hóa toán học, logic, phương pháp dựa trên xác suất và kinh tế, và nhiều người khác.

### Công nghệ nano
Công nghệ nano là những thao tác của vật chất ở một nguyên tử, phân tử, và siêu phân tử quy mô.

### Tự động hoá
Tự động hóa là một trong các lĩnh vực của Công nghệ cao ứng dụng trong việc thiết kế, vận hành Robot, cũng như các hệ thống máy tính kiểm soát của họ, phản hồi cảm giác, và xử lý thông tin. Những công nghệ này thay thế con người làm việc trong các môi trường nguy hiểm hoặc các quá trình sản xuất, hoặc chế tạo giống với con người về hành vi, nhận thức. Nhiều người trong số các robot ngày nay được lấy cảm hứng từ thiên nhiên hoặc trong sinh học để chế tạo.

### Liệu pháp tế bào gốc
Liệu pháp tế bào gốc là một chiến lược can thiệp giới thiệu tế bào gốc trưởng thành mới vào mô bị hư hại để điều trị bệnh hoặc chấn thương. Nhiều nhà nghiên cứu y tế tin rằng phương pháp điều trị tế bào gốc có khả năng làm thay đổi bộ mặt của bệnh nhân và giảm bớt đau khổ 
Khả năng của các tế bào gốc tự làm mới và tạo ra những thế hệ tiếp theo với mức độ biến đổi của khả năng phân biệt, có tiềm năng đáng kể cho thế hệ của các mô có tiềm năng có thể thay thế vùng bị bệnh và bị hư hại trong cơ thể, với nguy cơ thấp nhất bị từ chối và tác dụng phụ.